# Auguste Clésinger
Auguste Clésinger (geboren als Jean-Baptiste Auguste Clésinger) (Besançon, 22 oktober 1814 – Parijs, 5 januari 1883) was een negentiende-eeuwse Franse beeldhouwer en schilder. 
Auguste Clésinger was de zoon van Georges-Philippe Clésinger, een beeldhouwer. Clésinger junior kreeg de eerste beeldhouwlessen van zijn vader die les gaf aan Ecole des beaux-arts in Besançon. In 1843 exposeerde Clésinger voor de eerste keer op de Parijse salon. In 1847 veroorzaakte zijn beeld Femme piquée par un serpent (Nederlands: Vrouw gebeten door een slang) voor grote consternatie op de Parijse Salon. Het beeld - gemaakt naar de beeltenis van Apollonie Sabatier, een bekende salonnière en courtisane - toont een ontklede vrouw die kronkelend op de grond ligt na de beet van een slang. Vanwege de erotische lading van het beeld, kreeg het beeld de bijnaam 'Volupté'(Nederlands:'Wellust'). Door Femme piquée par un serpent waren de namen van zowel Clésinger en Madame Sabatier direct gevestigd. In dezelfde salon in 1847 werd ook een buste van Sabatier getoond. beide beelden bevinden zich in het Parijse Musée d'Orsay.
In 1846 vroeg Clésinger aan de schrijver George Sand of hij een van zijn nieuwe bustes mocht vernoemen naar Consuelo, de hoofdpersoon van Sand's gelijknamige roman uit 1843. In deze periode ontmoette hij ook Solange Dudevant, Sands dochter. Zij trouwden op 19 mei 1847 in Nohant, waar het huis van Sand zich bevindt. Aan het eind van datzelfde jaar kwam het - na een ruzie met Solange's broer Maurice - tot een breuk tussen Sand en het pas getrouwde stel. 
Clésinger maakte in 1849 na de dood van Frédéric Chopin diens dodenmasker door een gipsen afdruk van zijn gezicht te maken. Hij maakte ook het marmeren beeld van Euterpe, de muze van muziek, dat op Chopins graf op begraafplaats Père Lachaise werd geplaatst. 
Hij overleed op 5 januari 1883 in Parijs. Hij werd zelf ook begraven op Père Lachaise. Als enige erfgename had hij zijn model en maîtresse Berthe de Courrière benoemd.

## Werken van Biard in openbare collecties
Frankrijk
- Aix-en-Provence, plein bij de école nationale d'arts et métiers : Monument voor Adolphe Thiers (1879)
- Amiens, musée de Picardie : Léda en de zwaan (1864)
- Besançon, Musée des beaux-arts et d'archéologie:
  - Combat de taureaux romains (1857);
  - Néréide (1869);
  - Salomé (1876);
  - Herodiade (1876);
  - Louis d'Orléans, duc de Nemour
- Châlons-en-Champagne, Musée des beaux-arts et d'archéologie: Sapho (1854)
- Gray (Haute-Saône), musée Baron-Martin: 
  - Deux paysages formant pendants: 
    - Coucher de Soleil avec 3 personnages;
    - Cours d'eau avec Fond de Falaise (1863)
- Parijs :
  - Père-Lachaise :
    - Grafmonument van Frédéric Chopin (1850);
    - Henry Houssaye

  - Saint-Sulpice, Pietà
  - Jardin du Luxembourg:
    - Louise van Savoye (1847);
    - Gustave Flaubert

  - Musée de la vie romantique:
    - Portret van Solange Dudevant-Clésinger (1849)
    - George Sand (1847)
    - Zelfportret (1847)
    - Linkerhand  van Frédéric Chopin (1847)
    - Arm van George Sand (1847)

  - Musée d'Orsay :
    - Femme piquée par un serpent (1847);
    - Hercule enfant étouffant les serpents de l'Envie (1857);
    - Femme à la rose (1865);
    - Madame Apollonie Sabatier (1847)

  - Petit Palais : Bacchante (1848)
- Périgueux, musée d'art et d'archéologie du Périgord: Andromède (1869)
- Bagnères de Bigorre : Vierge à l'Enfant

Zwitserland
- Freiburg : Buste van Marcello

## Galerie

Werken van Auguste Clésinger
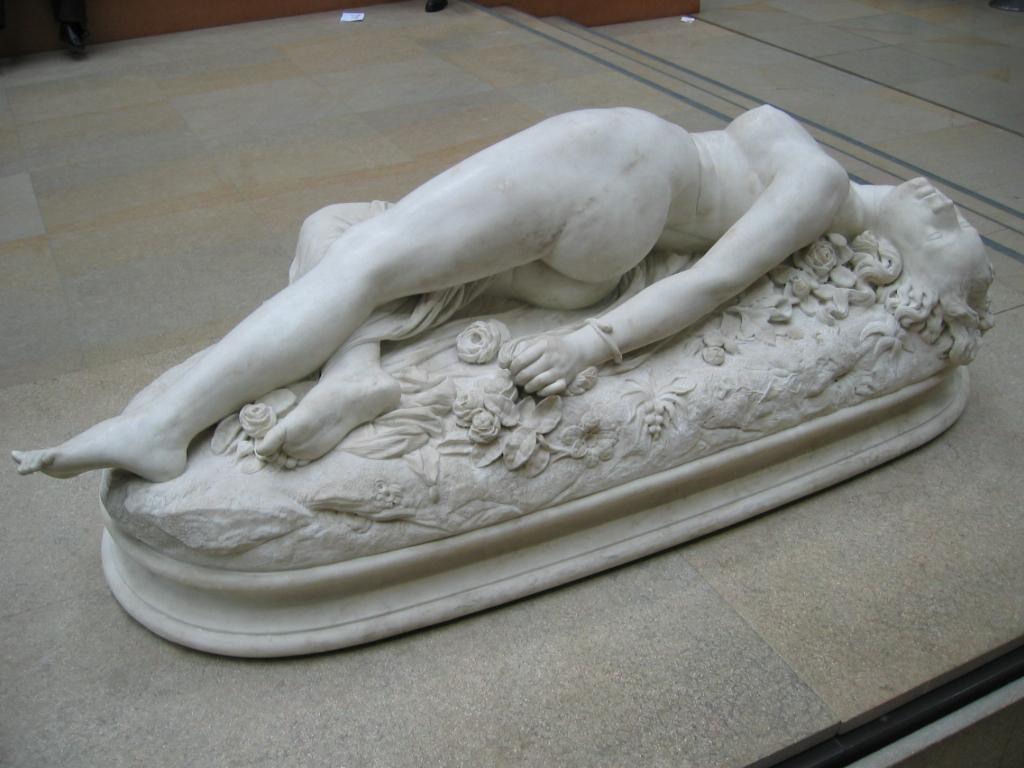
Femme piquée par un serpent (1847)
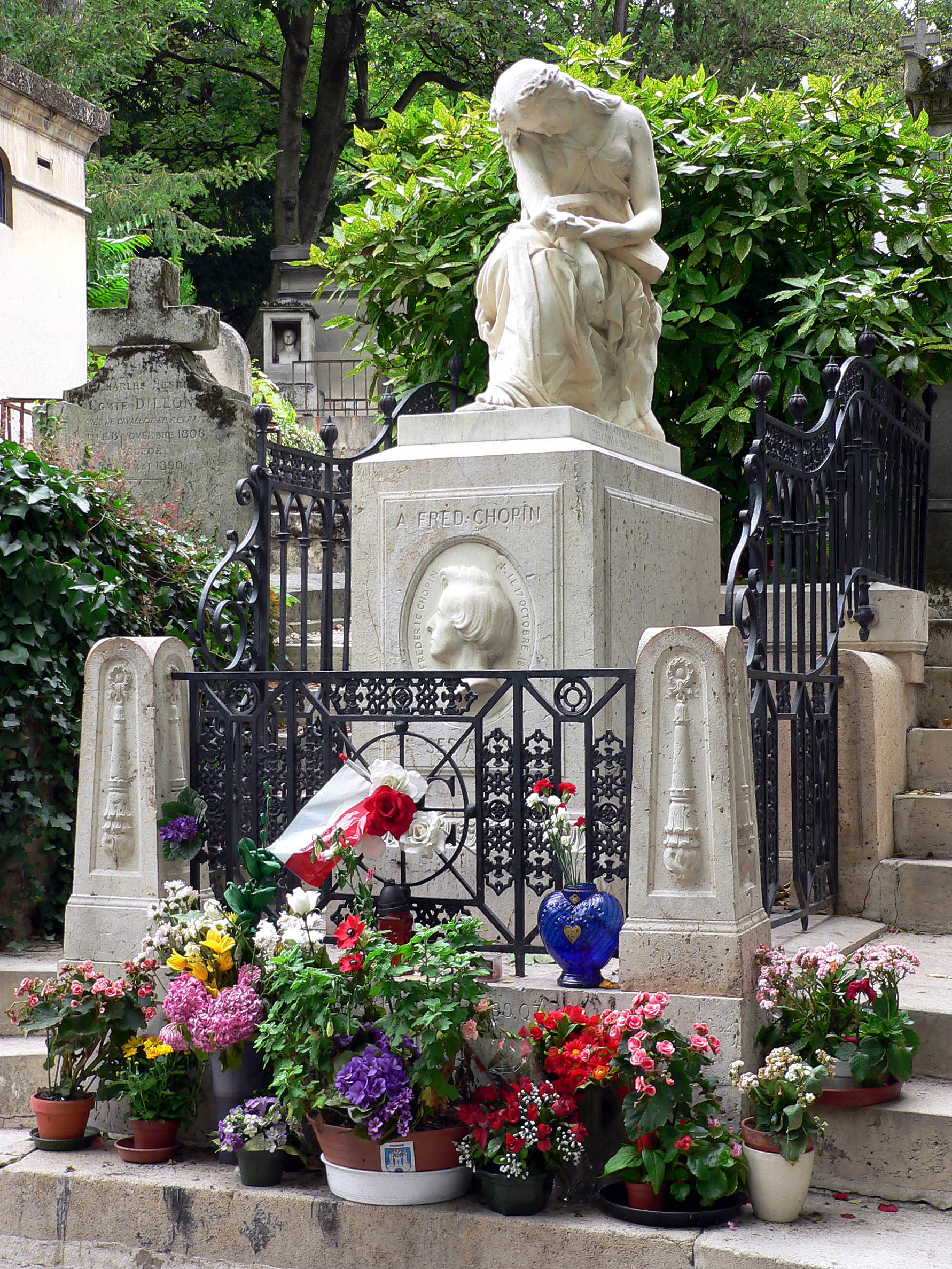
Euterpe (1850) op het graf van Frédéric Chopin
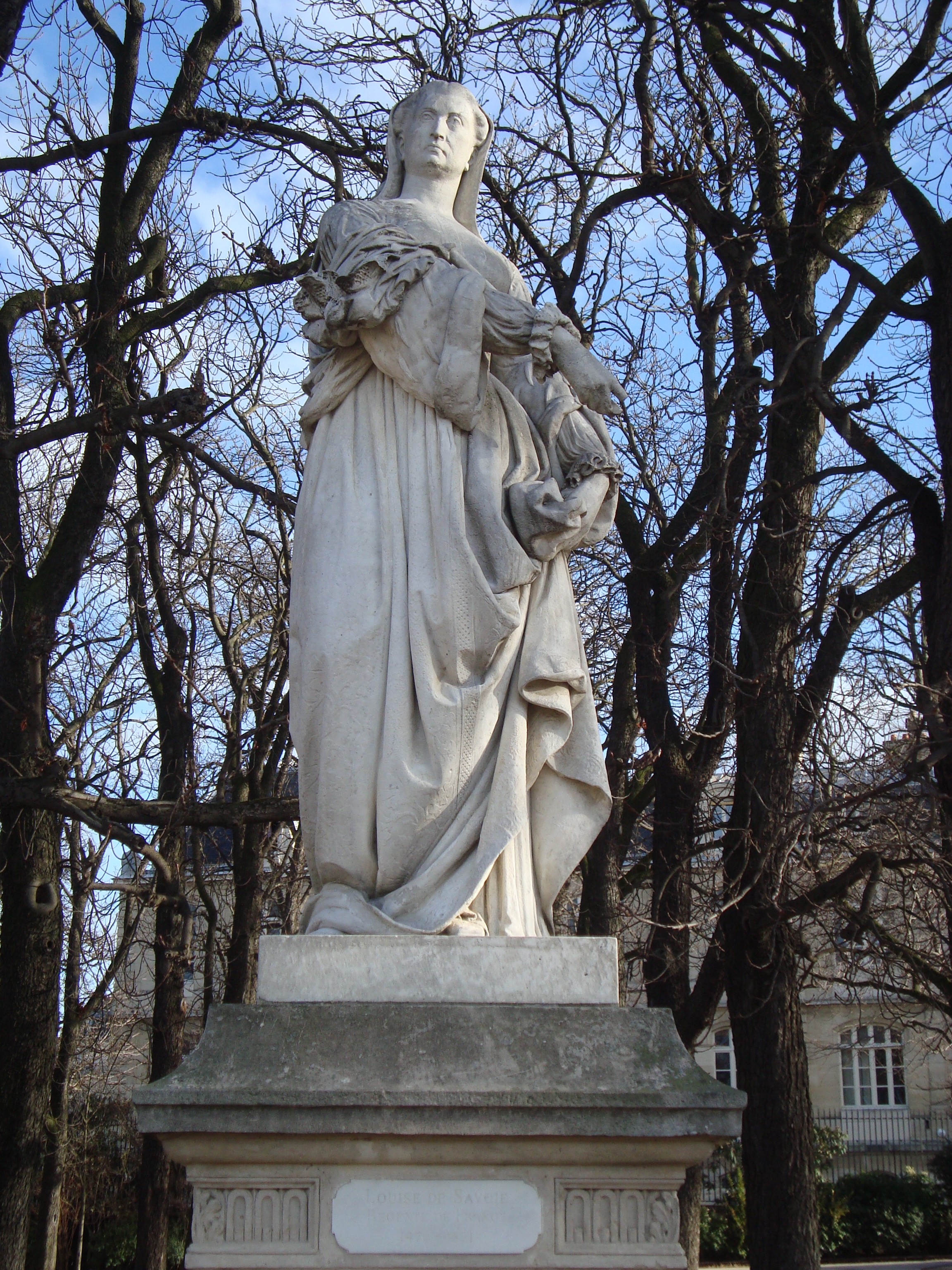
Louise van Savoye (1851), beeld in Reines de France et femmes illustres
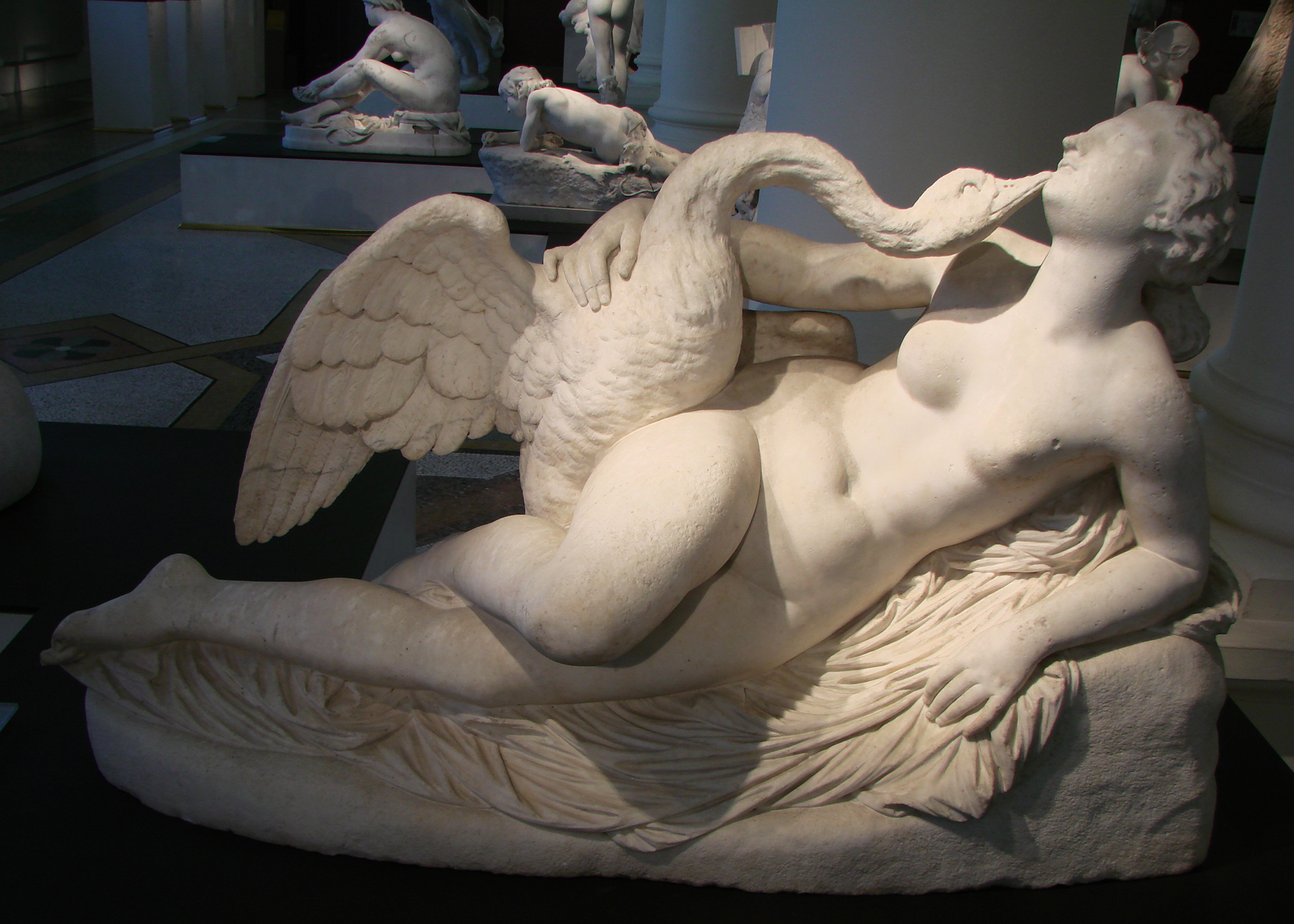
Leda en de zwaan (1864)
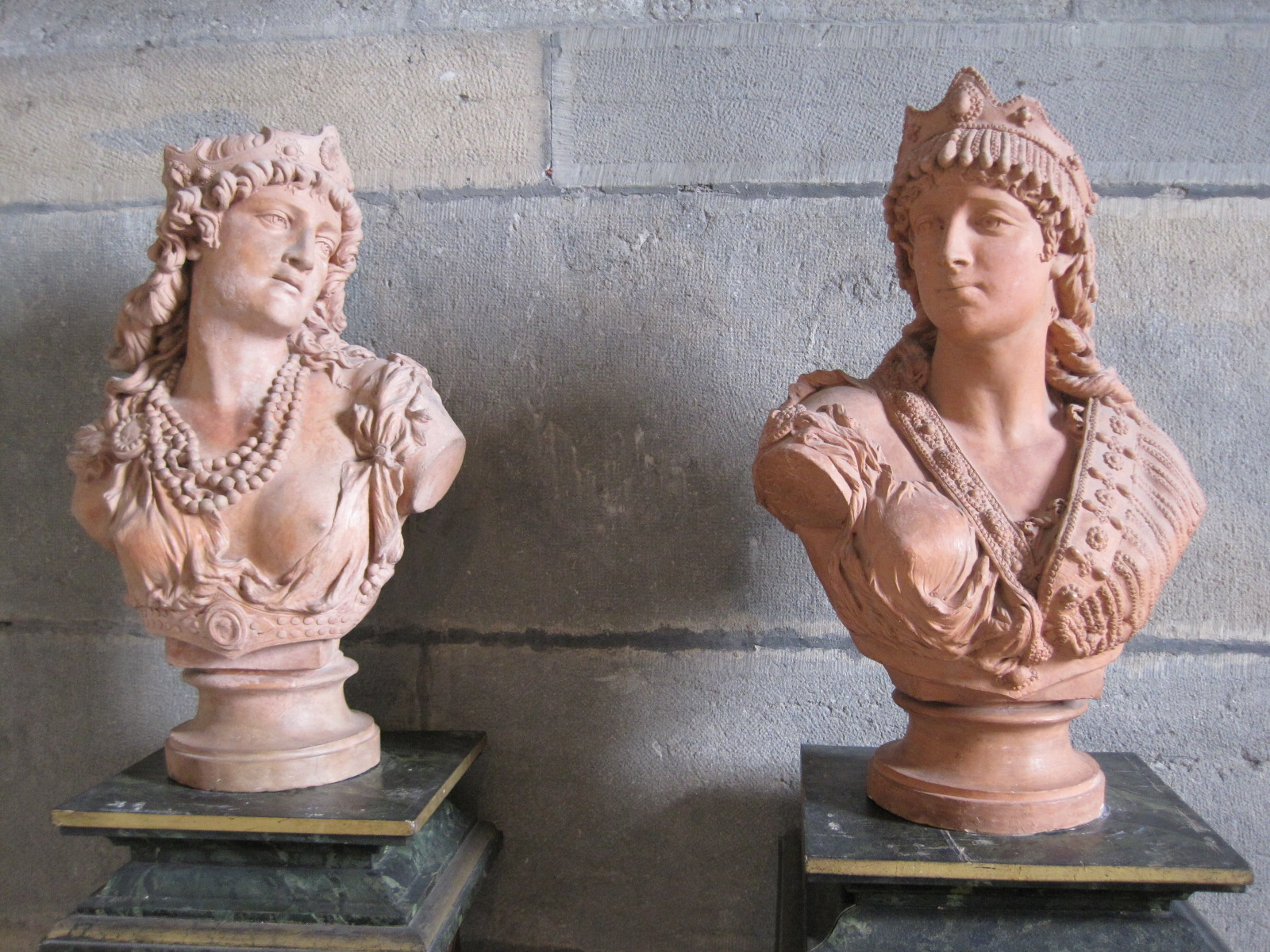
Salomé en Hérodiade (1876)
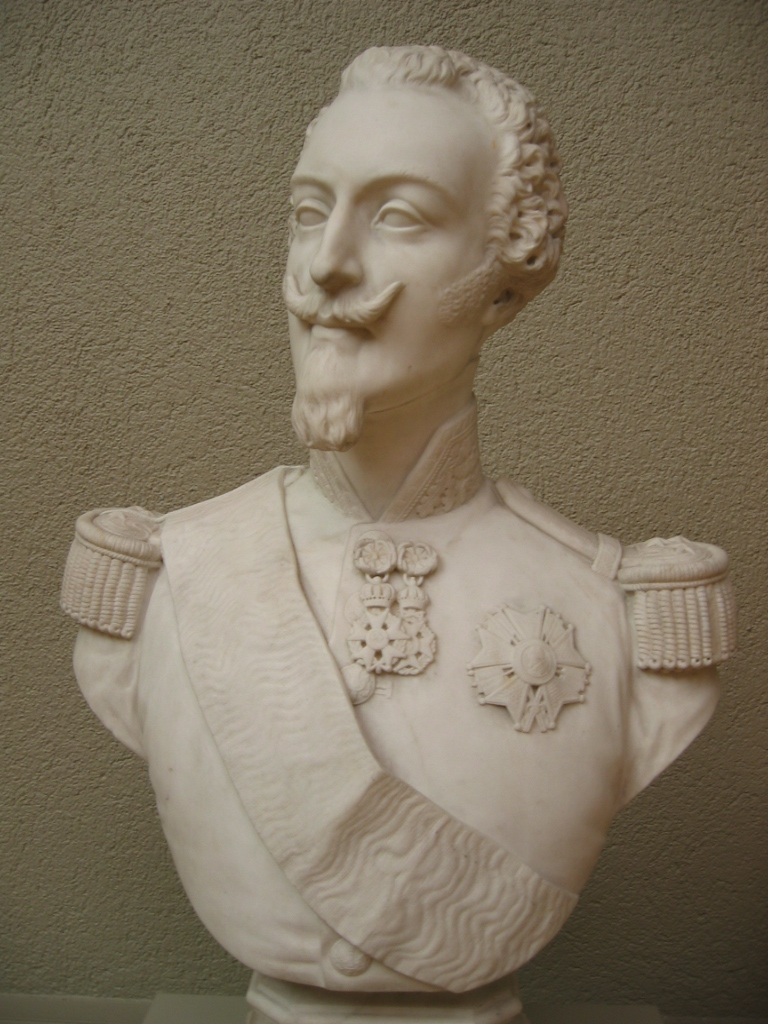
Louis d'Orléans
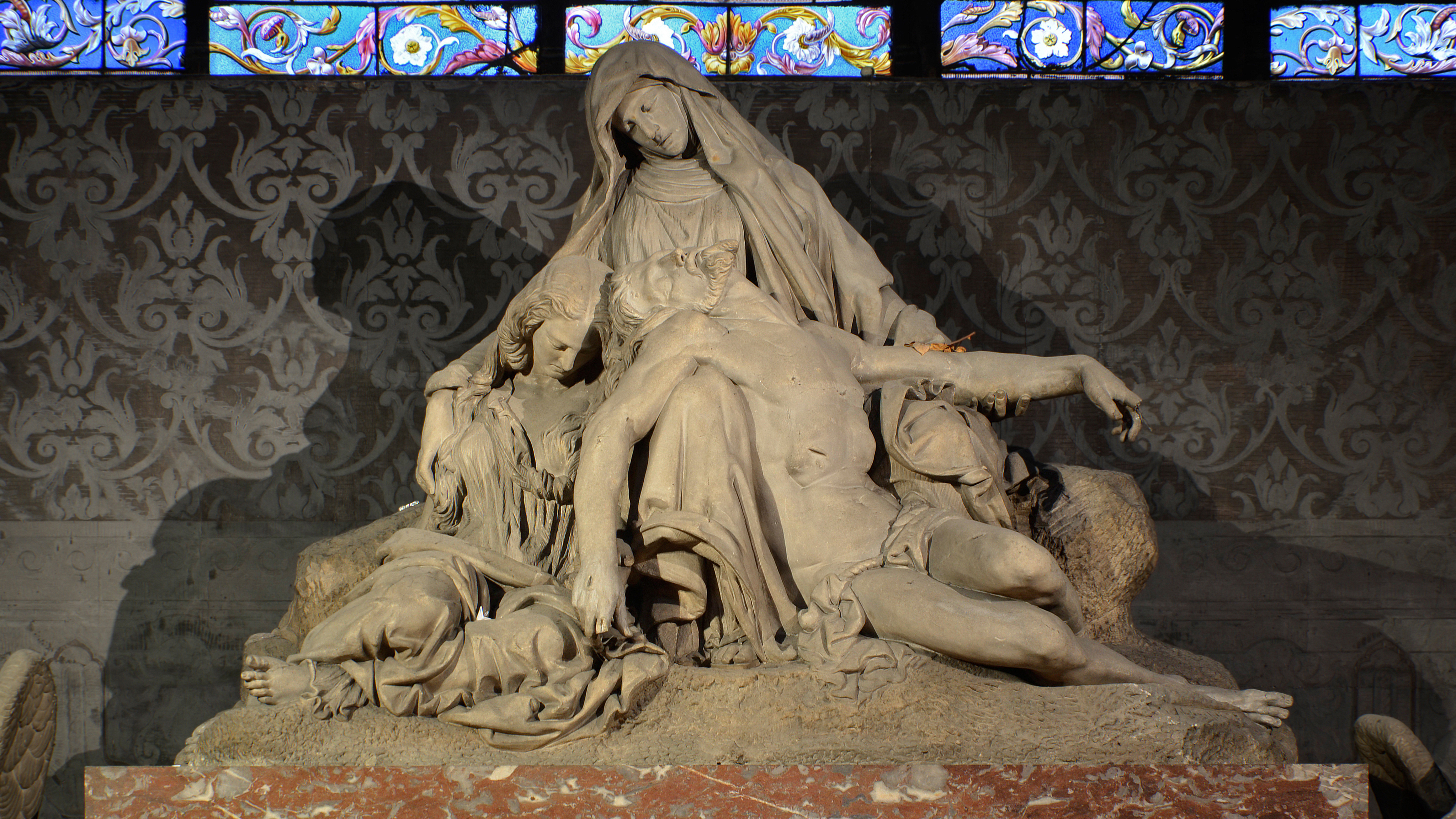
Pietà in de Saint-Sulpice

- Bibliothèque nationale de France: cb13168227h (data)
- Gemeinsame Normdatei: 117691453
- International Standard Name Identifier: 0000 0000 6651 0012
- Library of Congress Control Number: n2011072853
- RKD-Nederlands Instituut voor Kunstgeschiedenis: 109312
- Système universitaire de documentation: 155698419
- Union List of Artist Names: 500030161
- Virtual International Authority File: 7526340
- WorldCat: E39PBJvH9VTB7frWDFgPbGkkXd